# Ruslan Chomtschak

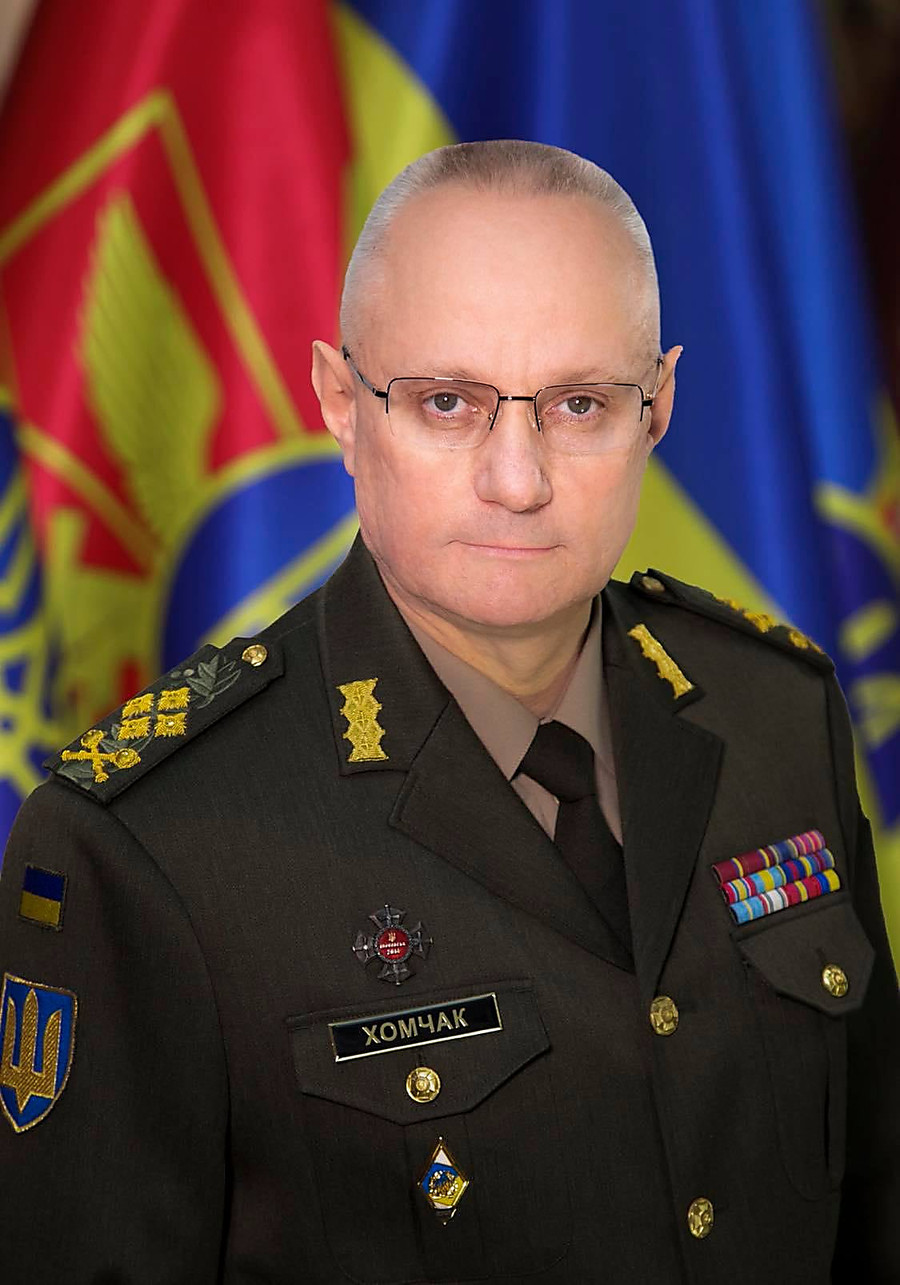
Ruslan Chomtschak, 2021

Ruslan Boryssowytsch Chomtschak (ukrainisch Руслан Борисович Хомчак; * 5. Juni 1967 in Riwne, Ukrainische SSR) ist erster stellvertretender Sekretär des Nationalen Sicherheits- und Verteidigungsrats der Ukraine. Zuvor war er als Generalleutnant Generalstabschef sowie als Generaloberst Oberbefehlshaber der Streitkräfte der Ukraine.

## Leben
Ruslan Chomtschak wurde 1967 in der westukrainischen Stadt Riwne geboren.
Chomtschak absolvierte die Moskauer Höhere Militärkommandoschule (russisch Московское высшее военное командное училище). Danach diente er bei der Gruppe der Sowjetischen Streitkräfte in Deutschland und daran folgend im weißrussischen Militärbezirk.
Nachdem er sieben Jahre lang in der 24. Selbständigen mechanisierten Brigade gedient hatte, studierte er an der Nationalen Verteidigungsakademie und wurde anschließend Kommandeur des 300. Selbständigen mechanisierten Regiments in Czernowitz und im April 2005 der 72. Selbständigen mechanisierten Brigade.
Von 2009 an war er Stabschef des 8. Armeekorps und 2011 wurde er von Wiktor Janukowytsch vom Oberst zum Generalmajor befördert. Im Mai 2012 ernannte man ihn zum Kommandeur des 6. Armeekorps und im August 2013 wurde er Generalleutnant. Zwischen Juli und Dezember 2014 war er Befehlshaber der ukrainischen Truppen des Sektors „B“ im Kampf gegen die prorussischen Kräfte im Krieg im Donbas, wo er u. a. die Operation zum Abzug der ukrainischen Truppen aus Ilowajsk leitete.
Seit 2016 war Chomtschak Stabschef der Bodentruppen und von August bis Oktober 2016 war er der Befehlshaber der Verteidigungsstreitkräfte in der Ostukraine. Im Februar 2017 wurde er Hauptinspekteur des Verteidigungsministeriums und am 21. Mai 2019 ernannte ihn der ukrainische Präsident Wolodymyr Selenskyj, in Nachfolge von Wiktor Muschenko, zum Chef des Generalstabs und Oberbefehlshaber der Streitkräfte der Ukraine. Bis Mitte Juli 2019 erneuerte er das Personal des ukrainischen Generalstabs. Am 5. Dezember 2019 wurde Chomtschak zum Generaloberst befördert.
Am 27. Juli 2021 wurde Chomtschak aus seinem Amt des Oberbefehlshabers entlassen und zum ersten stellvertretenden Sekretär des Nationalen Sicherheits- und Verteidigungsrates der Ukraine ernannt.
Chomtschak ist mit der ukrainischen Journalistin, Aktivistin und Politikerin Anna Kowalenko verheiratet und hat mit ihr eine Tochter.

## Ehrungen
Chomtschak erhielt zahlreiche militärische Auszeichnungen und Orden sowie
- 2004 Ukrainischer Verdienstorden 3. Klasse[10]

## Dienstgrade
- Generalmajor – 2011
- Generalleutnant – 2013
- Generaloberst – 2019